# Archäologisches Landesmuseum Brandenburg im Paulikloster
Das Archäologische Landesmuseum Brandenburg im Paulikloster ist ein archäologisches und kulturgeschichtliches Museum in Brandenburg an der Havel im deutschen Bundesland Brandenburg. Es präsentiert etwa 10.000 archäologische Funde aus 130.000 Jahren menschlicher Kulturentwicklung aus dem Land Brandenburg. Das vom Brandenburgischen Landesamt für Denkmalpflege getragene Museum ist im ehemaligen Kloster St. Pauli aus dem 13. Jahrhundert untergebracht.

## Dauerausstellung

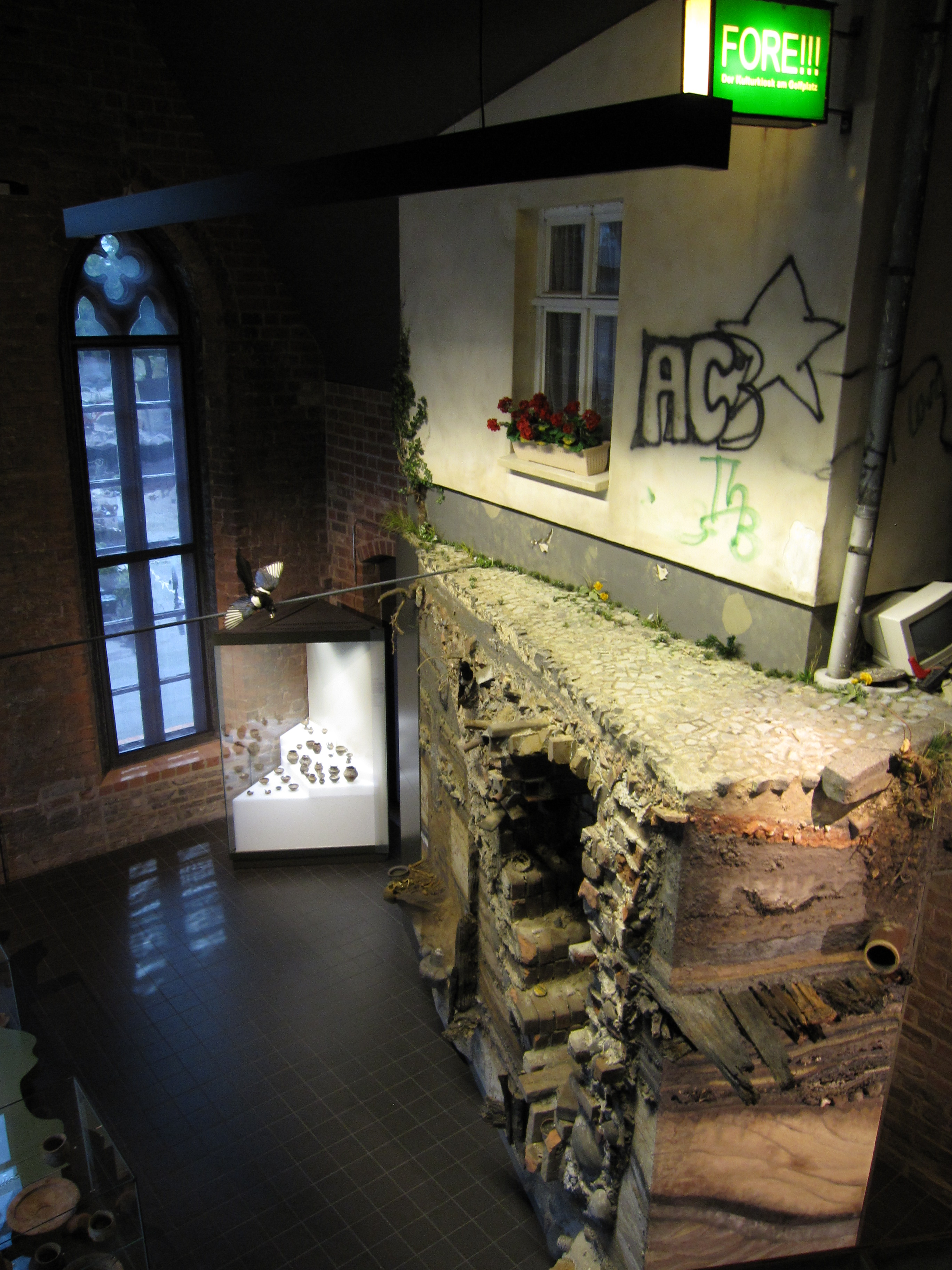
Blick auf das Stratorama (stratigraphisches Großdiorama)

Die im September 2008 eröffnete Dauerausstellung wird auf einer Fläche von mehr als 2000 m² in chronologischer Abfolge präsentiert. Etwa 10.000 Artefakte sind zu sehen. Die Ausstellung ist in die Zeitabschnitte Steinzeit, Bronzezeit, Eisenzeit/Römische Kaiserzeit, Slawenzeit, Mittelalter und Neuzeit gegliedert. Die ausgestellten archäologischen Funde werden durch Schautafeln, Rekonstruktionszeichnungen, Modelle und Multimedia-Stationen ergänzt.
Zu den herausragenden Exponaten der Dauerausstellung gehören das älteste bekannte Tragenetz der Welt vom mesolithischen Moorfundplatz Friesack, das Königsgrab von Seddin – mit einer der reichsten Grabausstattungen der Bronzezeit in Mitteleuropa –, der Bronzehort vom Burgberg Lebus, Reste mehrerer Kultwagen und etliche Münzschätze aus verschiedenen Epochen, darunter der erst in den letzten Jahren gefundenen Münzschatz von Altlandsberg sowie der Goldfund aus dem Landkreis Potsdam-Mittelmark.
Museumspädagogisch von besonderer Bedeutung ist das sowie das Stratorama des Künstlers Thomas Bartel, ein 33 m² messendes stratigraphisches Großdiorama, das einen Schnitt durch die verschiedenen Erdschichten des Untergrundes darstellt. Es befindet sich im Raum der Bronzezeit und nimmt eine Fläche von 4 × 6 Metern ein. Der Betrachter sieht anschaulich die aufeinander folgenden Erdschichten mit den dazugehörigen Funden und Befunden. Das Präparat besteht größtenteils aus Styropor und Styrodur, es zeigt einen idealen Grabungsschnitt, stellt also Befunde der verschiedenen Epochen nebeneinander dar, die aber auf einer so kleinen Fläche in der Realität nicht vorkommen.
Das Museum verfügt über mehrere freie Räume und Freiflächen, die für Sonderausstellungen und Tagungen sowie Konzerte oder Lesungen genutzt werden.

## Sonderausstellungen
Das Museum zeigt regelmäßig Ausstellungen zu verschiedenen Themenbereichen.
- 1997: Nicht nur Sand und Scherben
- 1999: Die Brandenburg
- 1999–2001: Bodendenkmalschutz und archäologische Forschung im Land Brandenburg
- 2000: terra archaeologica
- 2000: Umwelt und Mensch – Archäologische Entdeckungen aus der Frühzeitz der Niederlausitz
- 2001: Weites Feld
- 2003: Das Königsgrab von Seddin
- 2003: … ein weites Feld …. Archäologen und Biologen entdecken Spuren aus dem versunkenen Gärten der Natur
- 2003: Freyenstein Stadtplanung im 13. Jahrhundert. Zerstört – Verlegt – Aufgelassen. Die Stadtwüstung Freyenstein
- 2003: Blick durch den Bauzaun – Archäologie in Zossen
- 2004–2008: Licht und Schatten
- 2004: Vom Hacksilber zum Golddollar
- 2005: Spitze des Eisbergs – Herausragende Funde aus den Beständen des Archäologischen Landesmuseums
- 2005: Mo(nu)ment-Aufnahmen. Bau und Kunstdenkmale im fotografischen Abbild, Aufnahmen von Dieter Möller
- 2009: Lettlands viele Völker – Archäologie der Eisenzeit von Christi Geburt bis zum Jahr 1200
- 2010: Ackern – Flößen – Jagen
- 2011: OPAL – Archäologische Schmuckstücke auf Brandenburgs längster Gastrasse
- 2012: 1636 – Ihre letzte Schlacht. Leben im Dreißigjährigen Krieg
- 2012: Schätze des Mittelalters – Schmuck aus dem Staatlichen Archäologischen Museum Warschau
- 2012: Jahrhundertausstellung – 100 Dinge aus 100 Museen erzählen Geschichten aus 100 Jahren
- 2013: Sagenhafte Steinkreuz
- 2014: Frauenleben im Mittelalter
- 2014: Terror in der Provinz Brandenburg. Frühe Konzentrationslager 1933/1934
- 2014: Sonntag, von Hannah Hallermann
- 2014/15: Vogelzug – Bronzezeit aus der Vogelperspektive
- 2015: Zeugen der Vergangenheit
- 2015: Neu ist nur das Wort – Globalisierung bei Nutzpflanzen von der Vorgeschichte bis in die Neuzeit (BUGA Begleitausstellung)
- 2015: Die Havel von Brandenburg bis Havelberg
- 2015: Kulturgut, Tafelbilder von Roland Eckelt
- 2015: Archäologie, Fotografien von Thomas Kalak
- 2015/16: Archäologische Landschaften. Veränderung und Nutzung von Landschaft im Spiegel der Archäologie
- 2015/16: Gärten im Mittelalter
- 2016: Zwischen Krieg und Frieden – Waldlager der Roten Armee in Brandenburg 1945
- 2016: „Also sprach Zarathustra“ – Illustrationen zu den Reden von Zarathustra, Bilder von Thomas Bartel
- 2016/17: Kleine Welten, Sonderausstellung zum MuseobilBOX-Projekt
- 2016/17: Gebrannte Erde. Neun Jahrhunderte Backstein in Brandenburg und Berlin
- 2016/17: Vergessenen Schätze – Grabkeramik der Lausitzer Kultur aus Privatbesitz
- 2017: Ziegeleigeschichte der Mark Brandenburg im 19. Jahrhundert
- 2017: Die antiken Stätten von morgen. Ruinen des Industriezeitalters, Fotografien von Manfred Hamm
- 2017–2019: Schwimmendes Holz
- 2018: Archaeomusica. The Sounds and Music of Ancient Europe – 40.000 Jahre Musikgeschichte Europas, eine multimediale Wanderausstellung mit musikalischen Darbietungen
- 2018/19: Bekenntnis und Behaglichkeit. Kachelöfen der Reformationszeit
- 2018/19: Ausgezeichnet! Baukultur und Archäologie – 25 Jahre Brandenburgischer Denkmalpflegepreis 1992–2017
- 2018/19: SHARING HERITAGE – Europäisches Kulturerbejahr 2018
- 2019: Hinrich Brunsberg und die spätgotische Backsteinarchitektur in Pommern und der Mark Brandenburg
- 2020: cats – von Säbelzahnkatzen und Stubentigern
- 2021: Ausgeschlossen – Archäologie der NS-Zwangslager
- 2022/23: Lein oder nicht Lein – Geschichte einer Kulturpflanze

Ausstellungsreihe „denkmal aktiv“:
- 2013: Von Ziegelstreichern, Gipsformern und Metallrestauratoren, Fotoreportagen rund um den Denkmalschutz
- 2014: Unbequeme Denkmale
- 2015: Denkmalschutz, Weltkulturerbe und Tourismus
- 2016: »Suburban Tales«, Fotoreportagen über Denkmale in den Vorstädten
- 2017: GottesHäuser
- 2018: Der junge Blick auf Altes – Schlösser und Herrenhäuser in Deutschland und Polen

## Geschichte der Ausstellungsgebäude

### Dominikanerkloster

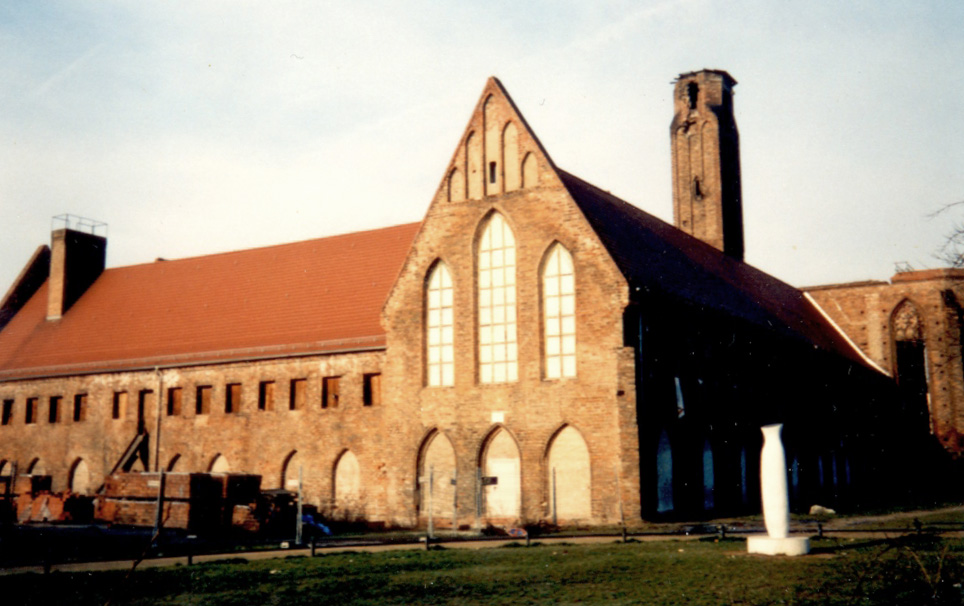
Paulikloster 1995, noch mit Notdach versehen

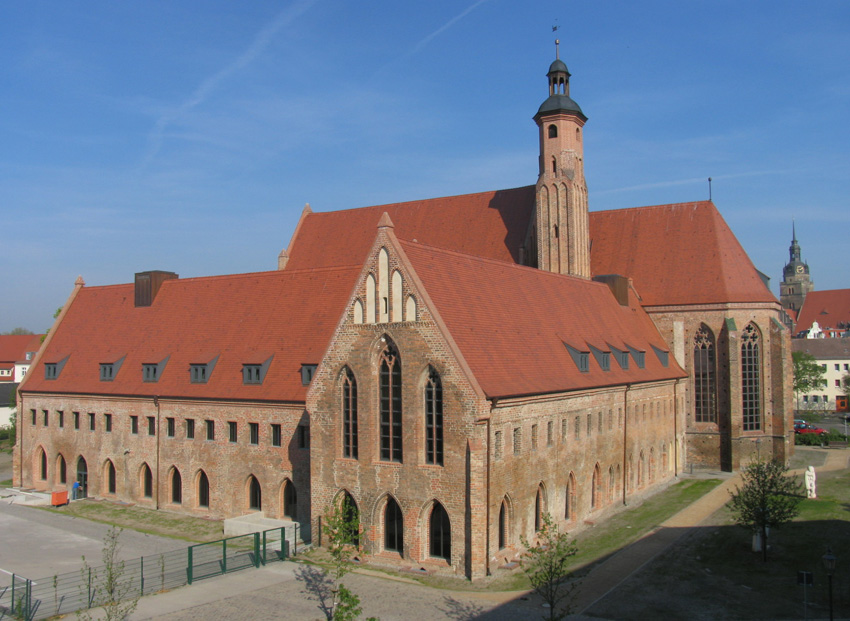
Paulikloster, Zustand 2008, nach Restaurierung

Der Gebäudekomplex des Klosters St. Pauli wurde im Jahr 1286 von Dominikanern gegründet, als der Markgraf Otto V., der Lange, seinen Stadthof in der Neustadt Brandenburg zur Verfügung stellte und finanzielle Starthilfe gewährte. Im 13. und 14. Jahrhundert wurde der Bau im Stil der norddeutschen Backsteingotik stetig erweitert. Zwar wirkt der Bau auf den ersten Blick einheitlich, beim näheren Hinsehen offenbaren sich aber verschiedene Unterbrechungen. Der Baufortschritt hing von den vorhandenen finanziellen Mitteln ab. Das Kloster der Neustadt bildete zusammen mit anderen Konventen die Ordensnation Mark Brandenburg. Dadurch entstand ein systematisch abgestimmtes Klosternetz. Nach der Reformation, die sich in Brandenburg recht behutsam durchsetzte, erfolgte keine gewaltsame Vertreibung der Klosterinsassen, sie durften aber nicht mehr in der Öffentlichkeit wirken. Das Ende fand das Kloster mit der Abberufung 1547 von Prior Joachim Bartoldi, nach ihm ist kein Nachfolger überliefert. Hermann wurde 1560 als letzter Bruder der Dominikaner in Brandenburg erwähnt. Mehrjährige Bemühungen des Rates der Neustadt von Brandenburg, soziale Einrichtungen in dem verfallenden und durch Vandalismus beschädigten ehemaligen Kloster unterzubringen, führten erst 1560 zum Erfolg. Die Klosterkirche wurde als evangelische Pfarrkirche umgenutzt. Die damit auch neu entstandene Pauligemeinde der Neustadt wurde erst wieder im Jahr 2000 mit der Katherinengemeinde vereinigt. Ab 1565 brachte die Stadt dort außerdem ein Armenhaus unter, ein Wohnstift für alte Bürger. 1575 wurde im Ostflügel das Heilig-Geist-Hospital eröffnet. 1717 erhielt der Turm eine geschweifte Barockhaube von dem Zimmermann Balthasar Sandtner. Eine umfassende Restaurierung erfuhr die Kirche in den Jahren 1867–1869. Im frühen 20. Jahrhundert war eine farbige Neufassung und die Wiederherstellung des abgebauten Barockaltars geplant. 1933 wurden geplante Umgestaltungen des Chores aus Kostengründen nicht umgesetzt.

### Profane Umnutzung
Im Jahr 1941 sollte die Klosteranlage als Jugendherberge umgenutzt werden, dies verhinderte jedoch der Krieg. Zum Ende des Zweiten Weltkriegs wurde die Klosteranlage zerstört und die Anlage verfiel. Eine rasche Restaurierung des Chores zur Nutzung für den Gottesdienst der Gemeinde scheiterte an den Kosten und Problemen bei der Beschaffung von Baumaterialien.

### Umnutzung zum Museum
Ein erster Restaurierungsversuch zur Einrichtung eines Museums wurde 1967 aufgrund knapper finanzieller Mittel abgebrochen und die Anlage verfiel. Weil die Museumspläne scheiterten, wurde um 1975 über eine Nutzung als Bibliothek nachgedacht.
Nach der Wende, 1991, erfolgten erneute Sicherungsarbeiten. Das Mauerwerk wurde instand gesetzt und das völlig zugewachsene Kirchenschiff freigelegt. Am 29. November 2000 beschloss die Stadt Brandenburg und am 13. August 2002 der Brandenburger Landtag den Ausbau des Klosters St. Pauli als Landesmuseum. Von 2004 bis 2008 folgte der Wiederaufbau. Die Eröffnung des überwiegenden Teiles der Dauerausstellung erfolgte am 24. September 2008. Seit Anfang August 2009 sind auch die letzten beiden Fachabteilungen geöffnet.
Schließlich zogen die zu DDR-Zeiten im Schloss Babelsberg vorhandenen Exponate zum Thema Ur- und Frühgeschichte im Land Brandenburg in die ehemaligen Klostergebäude. Erwähnenswert sind beispielsweise Funde der Bodendenkmalpflege aus den Bezirken Potsdam, Frankfurt/Oder und Cottbus, darunter auch Material des kaiserzeitlichen Gräberfeldes von Kemnitz.

## Direktor
- Franz Schopper seit 2004